# Sylvie Arnaud-Lepeltier
Sylvie Arnaud-Lepeltier, née le 14 mai 1962, est une kayakiste française.
Aux Championnats du monde de slalom, elle est championne du monde en K1 par équipe en 1983, 1985 et 1993 et médaillée d'argent en K1 par équipe  en 1987.